# تشارلز إل. كيلي
تشارلز إل. كيلي (بالإنجليزية: Charles L. Kelly)‏ هو قائد مروحية ‏ أمريكي وفيتنامي، ولد في 10 أبريل 1925، وتوفي في 1964.